# Geffosses
Geffosses – miejscowość i gmina we Francji, w regionie Normandia, w departamencie Manche.
Według danych na rok 1990 gminę zamieszkiwały 412 osoby, a gęstość zaludnienia wynosiła 27 osób/km² (wśród 1815 gmin Dolnej Normandii Geffosses plasuje się na 501. miejscu pod względem liczby ludności, natomiast pod względem powierzchni na miejscu 228.).